# ليلة القتل (فلم 1992)
ليلة القتل هو فيلمٌ مغربيٌ أُنتج عام 1992.

## قصة الفيلم
يعمل سليم محققاً مصوراً، لكنه طيبٌ كثير السفر. ومع الوقت تشعر زوجته نادية بالوحدة، ثم تُحِب ميلود، سائق سليم. يقوم ميلود بقتل سليم، لكنه يحاول إلصاق التهم بنادية، زاعماً أنها حرضته.

## وصلات خارجية
- مقالات تستعمل روابط فنية بلا صلة مع ويكي بيانات
- ليلة القتل على كاروهات